# Johann Georg von Götzen

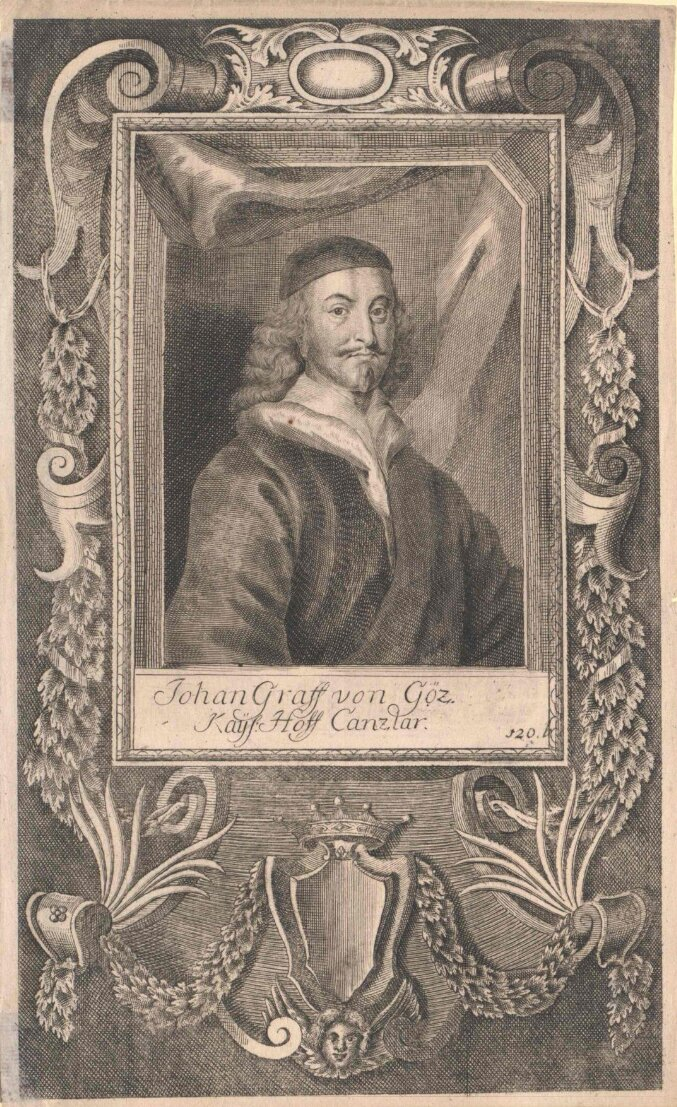
Johann Georg von Götzen

Reichsgraf Johann Georg von Götzen (* 1623 in Zehlendorf; † 23. August 1679 in Schloss Scharfeneck) war 1653–1679 Landeshauptmann der Grafschaft Glatz.

## Biographie
Johann Georg von Götzen entstammte dem Adelsgeschlecht von Götzen. Seine Eltern waren der kaiserliche Feldmarschall Johann von Götzen und Elisabeth, geb. von Falcken († 1631). Nach der Wiederverheiratung seines Vaters mit Apollonia von Hoditz wurde Johann Georg zusammen mit seinem älteren Bruder Siegmund Friedrich zum Studium nach Graz geschickt, wo sie 1635 in der Christnacht zum Katholizismus übertraten. Die Konversion erfolgte gemäß den Bestimmungen des Grafendiploms, das ihrem Vater 1635 verliehen worden war. Weitere Studien erfolgten ab 1637 in den Niederlanden, ab 1639 in Wien und ab 1640 an der Universität Ingolstadt.
Nach dem Tod des Vaters bei der Schlacht bei Jankau 1645 trat Johann Georg als Freiwilliger zum Militär ein und wurde unter General Raimondo Montecuccoli 1647 Rittmeister. Nach Ende des Dreißigjährigen Krieges wurde er 1648 Kammerherr des böhmischen Königs Ferdinand IV. 1652 begleitete er diesen nach Prag. Am 31. Mai 1653 nahm er an dessen Wahl zum römisch-deutschen König in Augsburg und am 18. Juni 1653 an dessen Krönung in Regensburg teil.
Drei Tage nach der Krönung Ferdinands ernannte dieser Johann Georg von Götzen zum Landeshauptmann der Grafschaft Glatz. Die Amtseinführung am 16. Juli 1653 in Glatz erfolgte durch Baron von Nostitz und den Prälaten des Klosters Grüssau.
Am 9. Oktober 1653 heiratete Johann Georg von Götzen in Hennersdorf Maria Elisabeth Gräfin von Hoditz, deren Vater Georg Maximilian von Hoditz 1641 in den Reichsgrafenstand erhoben worden war. Kaiser Leopold I. ernannte Johann Georg 1658 zum Wirklichen Kammerherrn. Drei Jahre später verlieh er ihm die Lehnsgüter Scharfeneck und Tuntschendorf in der Grafschaft Glatz, die nach dem Tode des bisherigen Lehnsinhabers Maximilian Ferdinand von Kochtizky frei geworden waren. In den nächsten Jahren erwarb Johann Georg weitere Besitzungen in der Grafschaft Glatz, zu denen u. a. das Rittergut Eckersdorf, der Oberhof  (Hauptmannshof) in Mittelsteine, das Freirichtergut und die Obermühle sowie die Allodialrittergüter Pannwitz und Reichenbach in Tuntschendorf sowie ein Haus am Glatzer Marktplatz gehörten. 1673 starb Johann Georgs Ehefrau bei der Geburt eines Kindes. 1677 verlieh ihm der Kaiser in Anerkennung seiner Verdienste den Titel Geheimer Kaiserlicher Rat. In zweiter Ehe vermählte sich Johann Georg mit Johanna Ludovica von Nostitz, die als Witwe 1680 den Troppauer Landeshauptmann Carl Julius Sedlnitzky von Choltitz auf Geppersdorf heiratete.
Johann Georg von Götzen starb auf seinem Schloss Scharfeneck; er wurde in der Glatzer Pfarrkirche Mariä Himmelfahrt neben seiner 1673 verstorbenen ersten Frau Maria Elisabeth von Hoditz beigesetzt. Nachfolger im Amt des Landeshauptmanns wurde der Reichsgraf Michael Wenzel von Althann.

## Nachkommen
Johann Georg von Götzen begründete die katholische schlesische Linie derer von Götzen. Von seinen Kindern erlebten das Erwachsenenalter:
- Maria Elisabeth Apollonia (* 1657), heiratete den Freiherrn Christoph von Sedlnitzky und Choltitz
- Anna Maria (1658–1698), heiratete den Freiherrn Blankowsky und Deimbschütz
- Maria Theresia (* 1662), heiratete in erster Ehe einen Grafen von Galler und in zweiter Ehe einen Freiherrn von Maquaire
- Johann Ernst von Götzen (1667–1707), erbte die väterlichen Besitzungen in der Grafschaft Glatz einschließlich der Lehnsgüter
- Johann Ignatius (1670–1704), Kaiserlicher Hauptmann und Landesältester des Fürstentums Liegnitz; erbte die Herrschaft Kaltenstein im Fürstentum Liegnitz. Da seine Ehe mit Margaretha Freiin von Unverzagt kinderlos blieb, erbte 1704 sein Bruder Johann Ernst die Herrschaft Kaltenstein